# Paradiarsia glareosa
Paradiarsia glareosa là một loài bướm đêm trong họ Noctuidae.